# Francesco Romano
Francesco Romano (Saviano, 1960. április 25. –) olasz labdarúgó.

## Pályafutása

### Klubcsapatban
Pályafutását az Serie C-ben szereplő Reggianában kezdte 1977-ben. Két évvel később a Milan igazolta le, ahol négy szezont töltött. 1981-ben és 1983-ban a Serie B-t, 1982-ben pedig a Közép-európai kupát nyerte meg a Milan színeiben. 1983-ban a US Triestina szerződtette, ahol három évig játszott, majd ezt követően 1986-ban a Diego Maradona fémjelezte Napolihoz került. 1987-ben megnyerte az olasz bajnokságot és a kupát is. A klub történetében ez volt az első alkalom, hogy ugyanabban az évben bajnoki címet és kupagyőzelmet ünnepelhettek. Két évvel később tagja volt az 1989-ben UEFA-kupát nyerő csapatnak is.
A Torino színeiben 1990-ben sikerült megnyernie a Serie B-t, 1991-ben pedig a Közép-európai kupát is.
1991 és 1993 között a Venezia, 1993 és 1994 között a Triestina játékosa volt. 1995-ben vonult vissza a Palazzolo csapatából.

### A válogatottban
1981 és 1982 között 2 mérkőzésen lépett pályára az olasz U21-es válogatottban. Részt vett az 1982-es U21-es Európa-bajnokságon.
Az olasz válogatottban soha egyetlen mérkőzésen sem szerepelt. Részt vett az 1988-as Európa-bajnokságon.

## Sikerei, díjai
AC Milan
- Serie B (1): 1980–81, 1982–83
- Közép-európai kupa (1): 1981–82

Napoli
- Olasz bajnok (1): 1986–87
- Olasz kupa (1): 1986–87
- UEFA-kupa (1): 1988–89

Torino
- Serie B (1): 1989–90
- Közép-európai kupa (1): 1991

## Külső hivatkozások
- Roberto Cravero (angol nyelven). FootballDatabase.eu
- Roberto Cravero (olasz nyelven). figc.it, FIGC. [2015. április 2-i dátummal az eredetiből archiválva]. (Hozzáférés: 2018. július 28.)